# Palacio de Monterrey

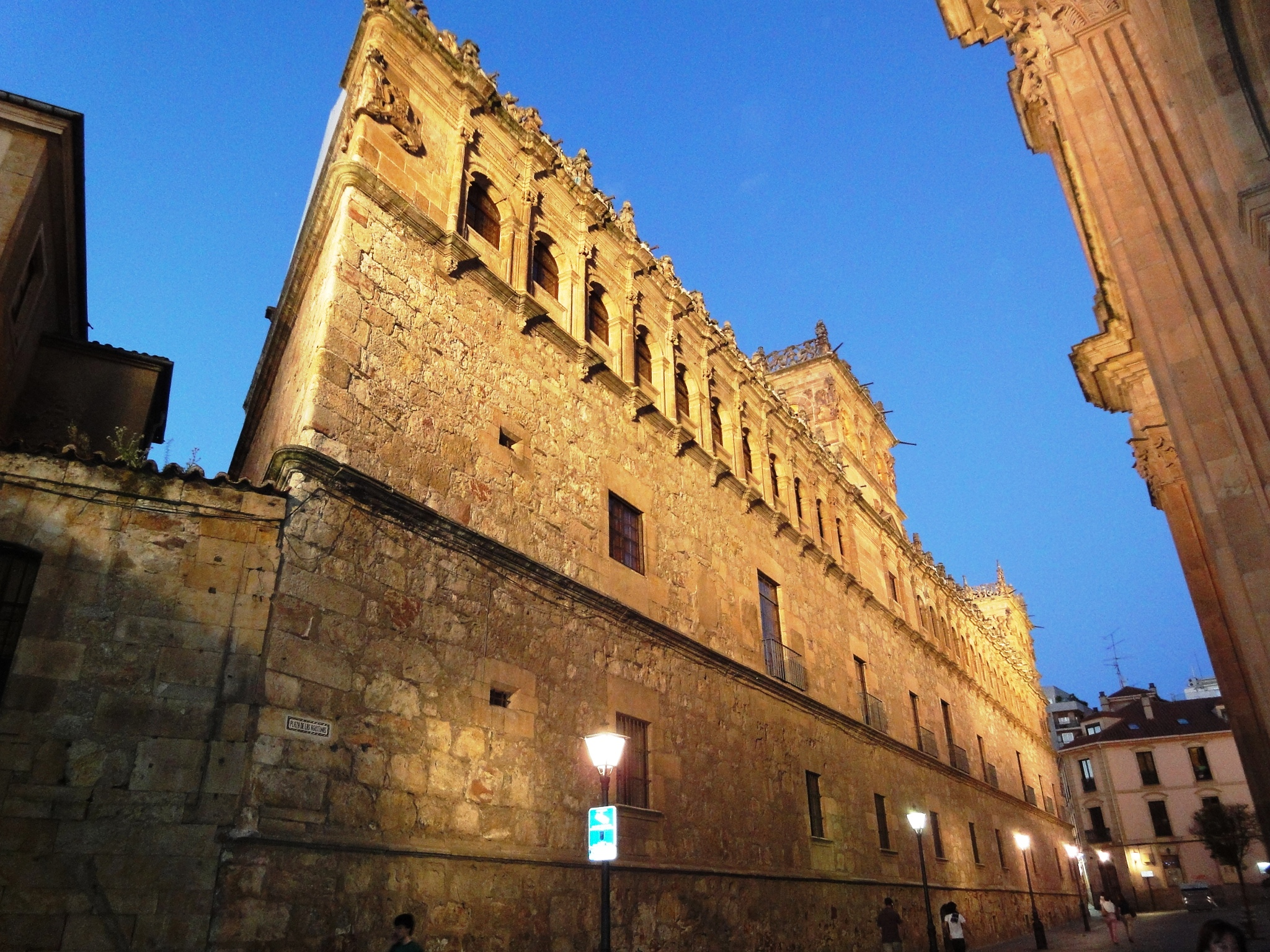
Palacio de Monterrey

Het Palacio de Monterrey is een stadspaleis aan de Plaza de las Agustinas in de Spaanse stad Salamanca. Het werd opgetrokken door de derde graaf van Monterrey volgens de plannen van architecten Rodrigo Gil de Hontañón en fray Martín de Santiago. Het is een van de bekendste voorbeelden van de platereske stijl. Het werd in 2017 gerenoveerd en is sinds 2018 open voor toeristisch bezoek.